# 成蹊大學
成蹊大學（日语：／）是一所位於日本東京都武藏野市的私立大學，大學設置於1949年。
該校校名「成蹊」，係取自中國史學家司馬遷《史記》中〈李將軍列傳〉提到的諺語「桃李不言，下自成蹊」的末兩字而成。成蹊大學向來與日本三菱集團有密切關係。
成蹊大學素以校區內成列的欅樹聞名。儘管與大阪成蹊大學有相似的校名，兩校之間事實上並無關聯。
該校的前身可追溯至1906年，當時屬於三菱財閥；而大學則設置於1949年。

## 學部
- 經濟學部
  - 經濟經營學科
- 法學部
  - 法律學科
  - 政治學科
- 文學部
  - 英語英美文學科
  - 日本文學科
  - 國際文化學科
  - 社會學科
- 理工學部
  - 物質生命理工學科
  - 資訊科學科
  - 系統設計學科

## 研究所
- 經濟學研究科
- 管理學研究科
- 法學政治學研究科
- 文學研究科
- 工學研究科
- 法務研究科

※2008年好設計獎

## 海外协定校

### 美國
- 美利坚大学（實習計畫）
- 西華盛頓大學（英语：Western Washington University）

### 英國
- 剑桥大学
- 爱丁堡大学
- 曼彻斯特大学（實習計畫）

### 澳大利亚
- 格里菲斯大学
- 莫纳什大學
- 莫道克大学
- 昆士兰大学（實習計畫）

### 新西兰
- 奧克蘭大學

### 西班牙
- 阿爾卡拉大學
- 聖地亞哥-德孔波斯特拉大學

### 德国
- 波恩大学
- 海德堡大学
- 慕尼黑大学

### 法國
- 里昂第三大学

### 爱尔兰
- 都柏林城市大学（實習計畫）

### 加拿大
- 维多利亚大学
- 紐芬蘭紀念大學

### 泰国
- 清邁大學

### 韓國
- 高麗大學
- 梨花女子大學

### 中華人民共和國
- 北京大學
- 復旦大學
- 同济大学
- 上海交通大学
- 广东外语外贸大学
- 华东政法大学

### 馬來西亞
- 亞太技術創新大學（英语：Asia Pacific University of Technology & Innovation）

## 交通
吉祥寺站
- JR東日本：中央線快速、中央·總武緩行線
- 京王電鐵：井之頭線

## 知名校友
- 安倍晉三（前任日本首相及自由民主黨總裁）
- 古屋圭司（自由民主黨黨員及前任國家公安委員會委員長）
- 吉永泰之（富士重工業社長）
- 菊地史朗（朝日飲料社長）
- 三田敏雄（中部電力會長）
- 小林泉（多邊投資擔保機構長官）
- 桐野夏生（小說家、獲得直木獎）
- 石田衣良（小說家、獲得直木獎）
- 井上荒野（小說家、獲得直木獎）
- 小池真理子（小說家、獲得直木獎）
- 柴田昌弘（日本漫畫家）
- 高島彩（前富士電視台播報員）
- 宮瀨茉祐子（前富士電視台播報員）
- 中井貴一（日本演员）
- 山本圭（日本演员）
- 手冢留美子（地球环境运动家、日本著名漫画家手冢治虫的长女）
- 權梨世（在日韩国人，韓國組合Ladies' Code已故成員）

## 外部連結
- 成蹊大學 （页面存档备份，存于）（日語）（英文）